# NGC 5921
NGC 5921 est une galaxie spirale barrée située dans la constellation du Serpent. Sa vitesse par rapport au fond diffus cosmologique est de 1 646 ± 12 km/s, ce qui correspond à une distance de Hubble de 24,3 ± 1,7 Mpc (∼79,3 millions d'al). NGC 5921 a été découverte par l'astronome germano-britannique William Herschel en 1786.
La classe de luminosité de NGC 5921 est II-III et elle présente une large raie HI. C'est aussi une galaxie LINER, c'est-à-dire une galaxie dont le noyau présente un spectre d'émission caractérisé par de larges raies d'atomes faiblement ionisés. De plus, c'est une galaxie du champ, c'est-à-dire qu'elle n'appartient pas à un amas ou un groupe et qu'elle est donc gravitationnellement isolée, un avis non partagé par Richard Powell qui place cette galaxie dans l'amas de la Vierge III.
En raison d'une brillance de surface égale à 14,01 mag/am2, on peut qualifier NGC 5921 de galaxie à faible brillance de surface (LSB en anglais pour low surface brightness). Les galaxies LSB sont des galaxies diffuses (D) avec une brillance de surface inférieure de moins d'une magnitude à celle du ciel nocturne ambiant.
À ce jour, une douzaine de mesures non basées sur le décalage vers le rouge (redshift) donnent une distance de 17,368 ± 7,117 Mpc (∼56,6 millions d'al), ce qui est à l'intérieur des valeurs de la distance de Hubble. Notons cependant que c'est avec la valeur moyenne des mesures indépendantes, lorsqu'elles existent, que la base de données NASA/IPAC calcule le diamètre d'une galaxie et qu'en conséquence le diamètre de NGC 5921 pourrait être d'environ 37,4 kpc (∼122 000 al) si on utilisait la distance de Hubble pour le calculer.

## Morphologie

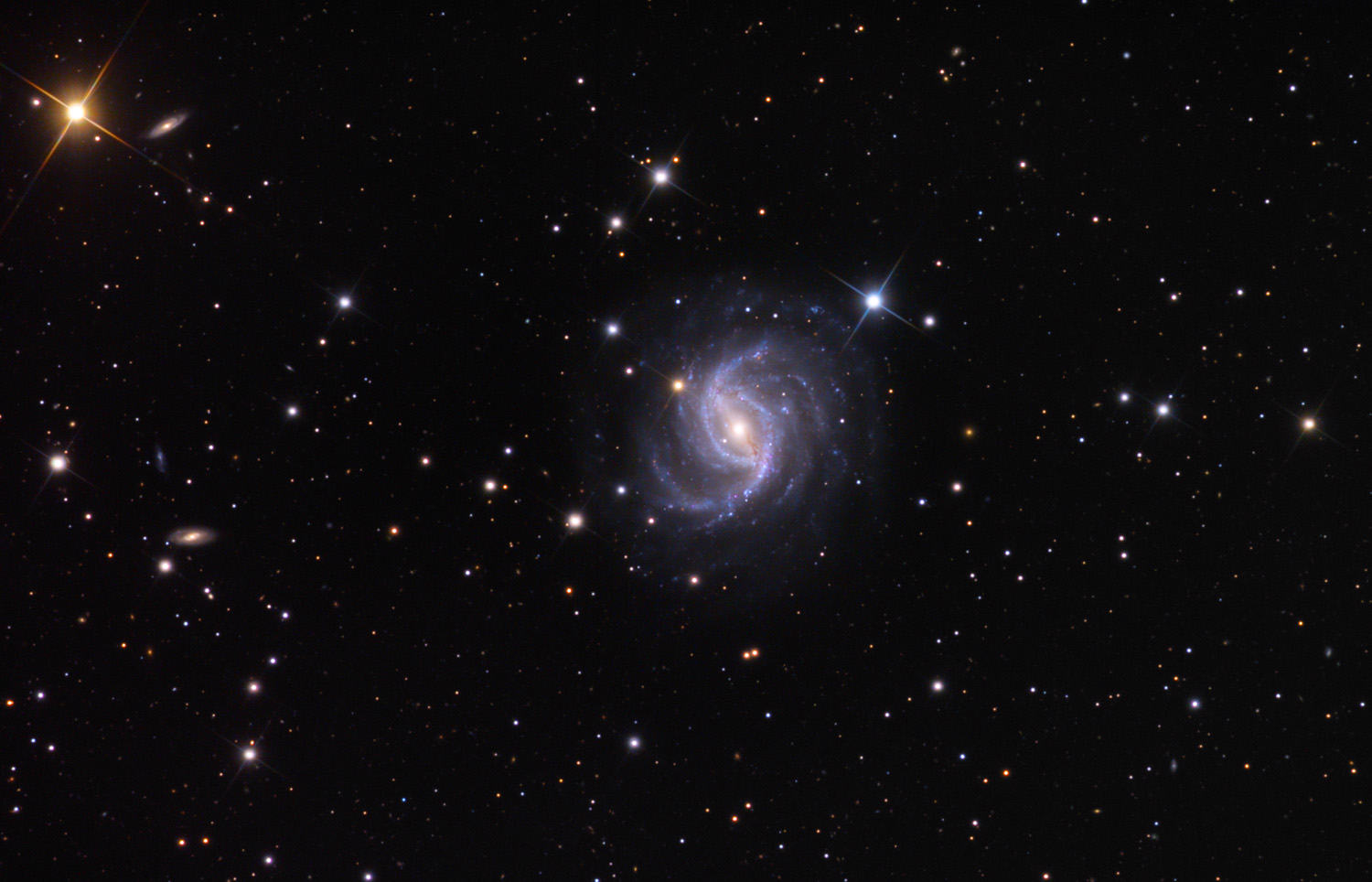
NGC 5921par Adam Block (Observatoire du mont Lemmon/Université de l'Arizona).

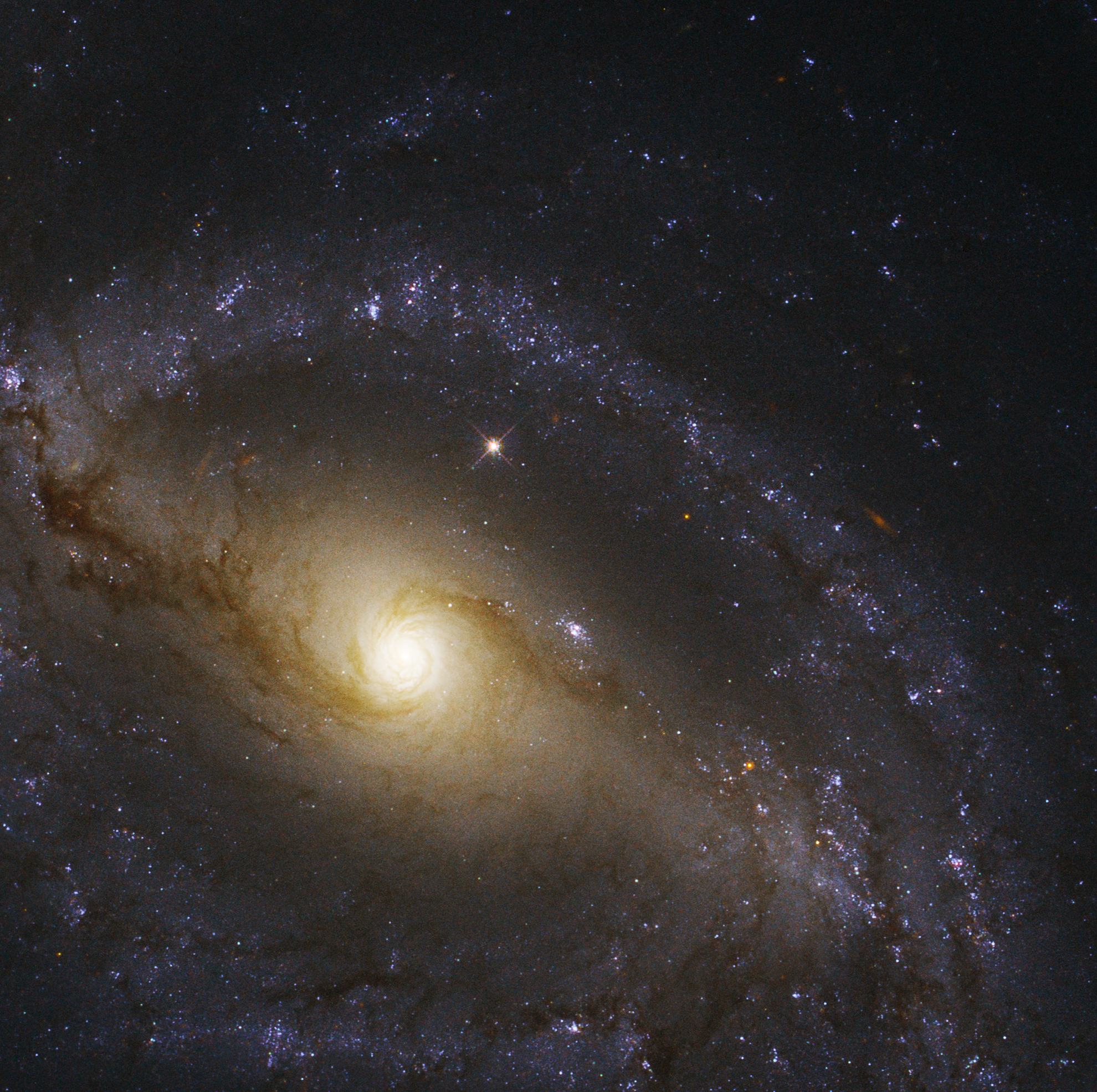
Gros plan du centre de NGC 5921 par le télescope spatial Hubble.

NGC 5921 a été utilisée par Gérard de Vaucouleurs comme une galaxie de type morphologique SB(rs)bc dans son atlas des galaxies,.
Eskridge, Frogel et Pogge ont publié un article en 2002 décrivant la morphologie de 205 galaxies spirales rapprochées. Les observations ont été réalisées dans la bande H de l'infrarouge et dans la bande B (le bleu). Selon Eskridge et ses collègues, NGC 5921 est une galaxie spirale de type SB(r)bc. Le noyau noyé dans le bulbe légèrement elliptique est à peine résolu. Le bulbe est traversé par une barre proéminente dont l'angle de position par rapport à l'axe principal est d'environ 30°. Un mince anneau interne très net entoure la barre. Cet anneau est constitué de deux bras spiraux qui commencent aux extrémité de la barre et qui se rapproche presque totalement. Juste avant la fermeture de l'anneau, les bras deviennent très ouverts, larges et diffus. À l'extrémité nord de la barre, le bras devient de plus brillant en s'éloignant de l'anneau. À l'extérieur, les bras sont asymétriques, celui à l'ouest étant plus court et plus ouvert.

## Supernova
La supernova SN 2001X a été découverte dans NGC 5921 le 27 février 2001 par Y. Fan, Y. L. Qiu et J. Y. Hu dans le cadre du relevé de supernovas de l'observatoire astronomique de Pékin (BAO). Cette supernova était de type IIP.

## NGC 5921 et l'amas de la Vierge III
Selon le site WEB « Un Atlas de l'Univers » écrit par Richard Powell, l'amas de la Vierge III renferme huit groupes de galaxies (NGC 5248, de NGC 5364, de NGC 5506, de NGC 5566, de NGC 5638, de NGC 5746, de NGC 5775 et de NGC 5846) ainsi que 13 galaxies qui ne font pas partie de ces groupes. NGC 5921 est l'une de ces galaxies.